# イーサン・デグルート
イーサン・デグルート（Ethan de Groot、1998年7月22日 - ）は、スーパーラグビー・パシフィックハイランダーズに所属するラグビーユニオン選手。

## プロフィール
- オーストラリア・ゴールドコースト出身[1]。
- ポジションはプロップ(PR)。
- 身長 190cm、体重 135kg
- ニュージーランド代表キャップは20（2024年2月現在）でラグビーワールドカップ2023のニュージーランド代表に選ばれた[2]。

## 略歴
サウスランドを経て、2020年、ハイランダーズに加入。